# Flagge Italiens
Die Flagge Italiens (italienisch Bandiera d’Italia, amtlich: Bandiera della Repubblica Italiana, il tricolore italiano) ist das bedeutendste Staatssymbol der Italienischen Republik. Die italienische Nationalflagge ist eine Trikolore mit drei senkrechten Streifen in Grün, Weiß und Rot. In der heute verwendeten Form mit exakt festgelegten Farbtönen ist sie seit dem 28. Juli 2006 in Gebrauch.
Die Geschichte der Flagge lässt sich bis in die 1790er Jahre zurückverfolgen, da es sich um einen modifizierten französischen Revolutionsexport handelt. Am 7. Januar 1797 nahm in Reggio Emilia die Cispadanische Republik, ein Vorläufer des napoleonischen Königreichs Italien (1805–1814), die Flagge offiziell an, damals noch mit horizontaler Ausrichtung der Streifen. Am 7. Januar jedes Jahres wird in Italien der „Feiertag der Trikolore“ (Festa del Tricolore) begangen.

## Aussehen und Bedeutung

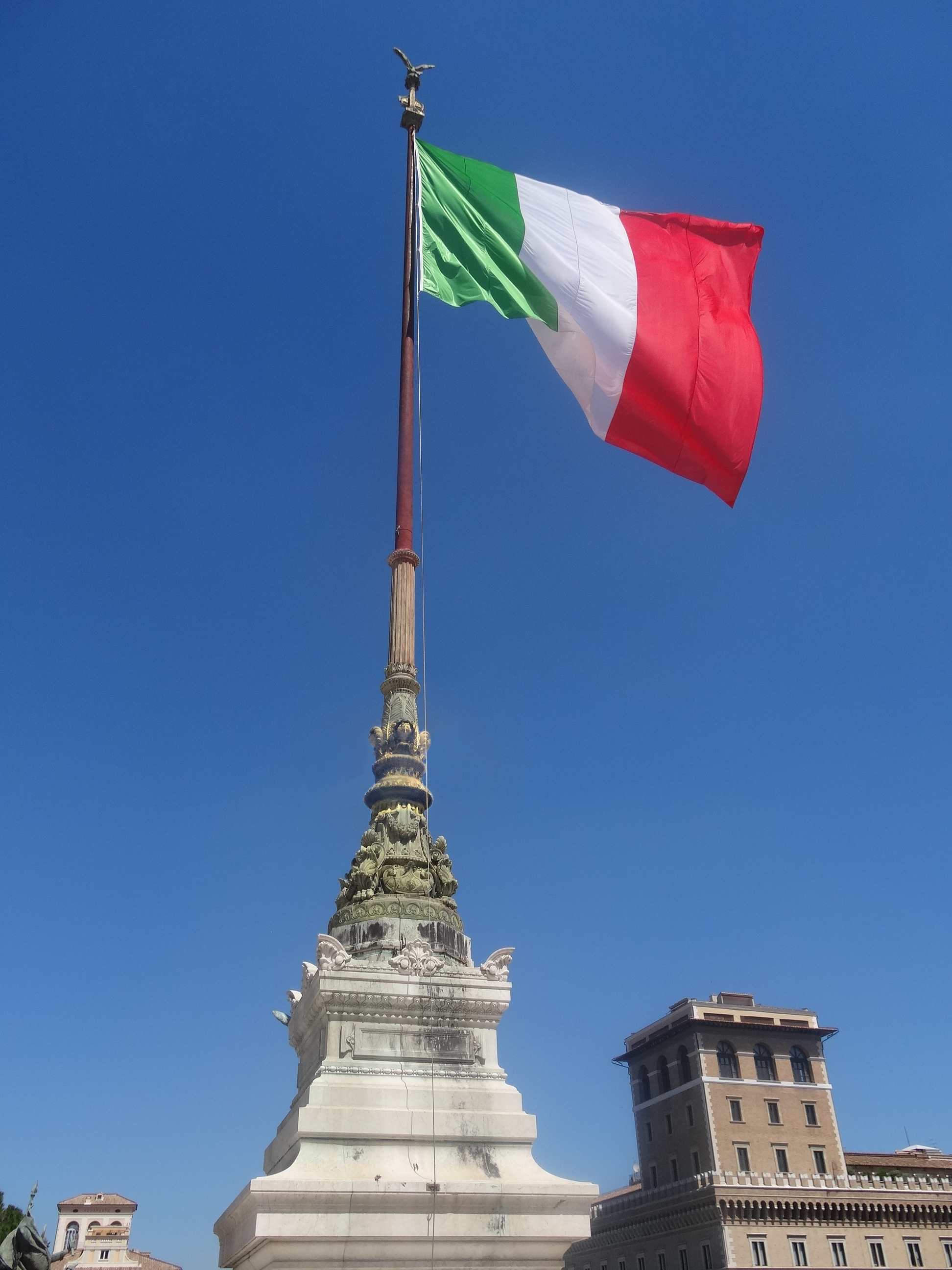
Nationalflagge Italiens, Vittoriano, Rom

Das Aussehen der Flagge ist in Artikel 12 der italienischen Verfassung vom 1. Januar 1948 festgelegt:

“La bandiera della Repubblica è il tricolore italiano: verde, bianco e rosso, a tre bande verticali di eguali dimensioni.”

„Die Flagge der Republik ist die italienische Trikolore: grün, weiß und rot, in drei senkrechten Streifen von gleichem Ausmaß.“

Die Flagge hat ein Seitenverhältnis von 2:3.
Bis Juni 1946 war die Flagge mit dem Wappen des Königshauses Savoyen auf dem weißen Mittelstreifen in Gebrauch. Nach Ausrufung der Republik wurde das Wappen am 19. Juni 1946 offiziell entfernt und diese neue Version am 1. Januar 1948 in Verfassungsrang erhoben. Im Jahr 2003 wurden die Farben von der Regierung Berlusconi erstmals genau definiert: Statt der bis dato meist verwendeten kräftigen Farbtöne war das Grün der Flagge nun mehr lindgrün (18-5642TC), das Weiß nun leicht elfenbeinfarben (11-4201TC) und das Rot etwas blasser (18-1660TC). Aufgrund dieser Definition kam es zu einem Flaggenstreit zwischen der rechtsorientierten Regierung und der linksorientierten Opposition, die diese Änderung als „farblichen Staatsstreich“ bezeichnete. Später erklärte Berlusconi, dass es sich bei den Farbtönen, die verwendet wurden, um einen „technischen Fehler“ gehandelt habe.
Am 28. Juli 2006 wurden die Farben unter der linksgerichteten Regierung Romano Prodis daher nochmals neu gemäß folgenden Farbcodes spezifiziert und als Grün, Weiß und Scharlachrot umdefiniert:
|         | Grün                     | Weiß                       | Rot                         |
| ------- | ------------------------ | -------------------------- | --------------------------- |
| Pantone | 17-6153 TCX (Fern Green) | 11-0601 TCX (Bright White) | 18-1662 TCX (Flame Scarlet) |
| CMYK    | C:100 M:000 Y:100 K:000  | C:000 M:000 Y:000 K:005    | C:000 M:100 Y:100 K:000     |
| RGB     | R:000 G:140 B:069        | R:244 G:245 B:240          | R:205 G:033 B:042           |
| HEX     | #008C45                  | #F4F5F0                    | #CD212A                     |

2:3  Flagge Italiens, 1946 bis 2003
2:3  Flagge Italiens, 2003 bis 2006
2:3  Flagge Italiens seit 2006

Da die Flagge im napoleonischen Italien entstand, richtet sie sich grundsätzlich am französischen Revolutionsvorbild aus. Dass davon abweichend die italienische Trikolore einen grünen statt einen blauen Streifen hat, ist wohl auf die grünen Uniformen der damaligen Mailänder Stadtmiliz zurückzuführen, ansonsten auf die Mailänder Stadtfarben Rot und Weiß. Im Lauf der Zeit kamen zum Teil sehr phantasievolle Interpretationen auf, was die Bedeutung der Farben betrifft: Noch während der napoleonischen Zeit schrieb man dem Grün die Naturrechte der Gleichheit und Freiheit zu. Anderen Zuschreibungen zufolge steht das Grün für die Hoffnung, Weiß für den Glauben und Rot für die Liebe (Theologische Tugenden, 1 Kor 13,13 ); in diesem Zusammenhang ist rückblickend darauf hingewiesen worden, dass im bedeutendsten Werk der italienischen Literatur, in Dantes Göttlicher Komödie, unter anderem Beatrice im Paradiso Terrestre in grün-weiß-rotem Gewand erscheint. Verbreitet ist heute die Ansicht, Grün stehe für Natur und die Landschaft oder die Ebenen, Weiß für die Farbe der Gletscher der Alpen oder den Schnee auf den Bergen und Rot für das Blut, das in den italienischen Freiheits- und Einigungskämpfen vergossen wurde oder allgemein für die in Kriegen Gefallenen.

## Sonderformen
Italien kennt seit 1946 keine im Aussehen von der Nationalflagge abweichende Dienstflagge mehr. Die Truppenfahnen entsprechen in der farblichen Gestaltung der Nationalflagge, messen jedoch 99 × 99 cm (Seitenverhältnis 1:1). Für Seefahrzeuge gibt es spezielle Flaggen.

### Flaggen zur See
Auf der Seekriegsflagge und auf der Handelsflagge sind die Wappen der vier größten italienischen Seerepubliken des Mittelalters (und der frühen Neuzeit) zu sehen: Venedig, Genua, Pisa und Amalfi. Auf der mit einer römischen Schiffskrone verzierten Seekriegsflagge hält der geflügelte Markuslöwe ein Schwert, auf der Handelsflagge ein Buch. Behördenboote führen eine Trikolore mit dem Emblem der Republik auf dem Mittelstreifen.

Flagge für Behördenboote
Handelsflagge
Seekriegsflagge der Kriegsmarine (Marina Militare)
Gösch der Kriegsmarine

### Präsidentenstandarte
Die Standarte des Präsidenten der Italienischen Republik entsprach von 1946 bis 1965 der Nationalflagge. Bis zum Jahr 2000 war die Standarte blau, in der Mitte war das Emblem der Republik zu sehen. Die derzeit genutzte Standarte wurde 2000 von Präsident Carlo Azeglio Ciampi eingeführt, 2001 folgte die für die Altpräsidenten. Seit 1986 führt der Präsident des Senats eine Standarte, solange er die Aufgaben des Staatsoberhaupts übernimmt, wenn dieser verhindert ist, beispielsweise im Krankheitsfall oder bei Auslandsaufenthalt.

Standarte des Staatspräsidenten
Standarte ehemaliger Staatspräsidenten
Senatspräsident in Funktion des Staatsoberhaupts

## Geschichte

### Die italienischen Staaten
Bereits seit dem Mittelalter hatten viele Staaten im heutigen Italien Flaggen im Gebrauch, die teilweise noch heute als Regionalflaggen im Gebrauch sind. Bekannte Beispiele sind die Flagge Genuas mit dem roten Georgskreuz auf weißem Grund und die Flagge Venedigs mit dem geflügelten Markuslöwen.

### Vorgänger und Entstehung der Nationalflagge

Flagge der Cispadanischen Republik (1796–1797)

Flagge der Transpadanischen Republik (1796–1797)

Flagge der Cisalpinischen Republik (1797–1802)

Amtlich festgehalten ist, dass Anhänger der Französischen Revolution am 21. August 1789 in Genua mit grün-weiß-roten Kokarden gesehen wurden, wobei sie irrtümlich Grün statt Blau verwendeten. Belegt ist auch, dass solche Kokarden im Herbst 1794 während eines Aufstandes gegen den Kirchenstaat in Bologna von den Studenten Luigi Zamboni und Giovanni Battista De Rolandis getragen wurden und möglicherweise einen Einfluss auf die Wahl der Farben der Flagge hatten. Anderen Quellen zufolge war das Grün in jenem Fall dem Zufall zuzuschreiben. Während des Italienfeldzuges Napoleon Bonapartes unterstützten viele italienische Jakobiner die Revolutionstruppen, weil man dem Absolutismus in den italienischen Staaten ein Ende setzten wollte. Viele Städte und Gemeinden Italiens ließen 1796 die französische Trikolore hissen. In Mailand entstand 1796 aus der kleinen städtischen Miliz erst eine „Nationalgarde“ und kurz darauf die Legione Lombarda, ein Militärverband der Transpadanischen Republik Napoleons, deren 1. Kohorte am 6. November jenes Jahres auf dem Mailänder Domplatz eine grün-weiß-rote Truppenfahne erhielt. Grund für die Farbkombination war, neben der Anlehnung an die französische Trikolore, die seit 1782 grüne Uniform dieser Miliz und die Stadtfarben Mailands: Weiß und Rot. Die drei Streifen der Fahne waren vertikal ausgerichtet. Sie wurde zum Vorbild in anderen napoleonischen Tochterrepubliken in Italien. Die Ende 1796 geschaffene Cispadanische Republik stellte ebenfalls eine Legion auf, deren Kohorten wiederum grün-weiß-rote Fahnen erhielten; im Aufstellungserlass war bereits von „italienischen Nationalfarben“ (Art. 8) die Rede.
Nachdem die Cispadanische Republik im Saal des Stadtrats von Reggio Emilia am 27. Dezember 1796 ihre Verfassung verabschiedet hatte, beriet man in der Folge über deren Staatssymbole. Auf Vorschlag des Abgeordneten Giuseppe Compagnoni aus Lugo wurde am 7. Januar 1797 gegen elf Uhr die grün-weiß-rote Trikolore als Flagge der Republik beschlossen, ohne jedoch die vertikale oder horizontale Ausrichtung der Streifen festzulegen; de facto entschied man sich dann für die horizontale. Erstmals war diese Trikolore zu einem Staatssymbol geworden. Aus diesem Grund ist der 7. Januar in Italien heute ein staatlicher Gedenktag, der insbesondere im Stadtratssaal von Reggio Emilia, Sala del Tricolore genannt, feierlich begangen wird.
Die grün-weiß-rote Trikolore wurde (mit vertikaler Ausrichtung der Streifen) 1797 von der Cisalpinischen Republik übernommen. Sowohl die 1802 entstandene Italienische Republik Napoleons, als auch das bis 1814 bestehende napoleonische Königreich Italien verwendeten die Farben Grün, Weiß und Rot weiter, jedoch in anderer Anordnung; die heute vom italienischen Staatspräsidenten verwendete Standarte orientiert sich an jenem Muster.

Flagge der Italienischen Republik unter Napoleon (1802–1805)
Flagge des Königreichs Italien unter Napoleon (1805–1814)

Nach der napoleonischen Epoche verschwand die grün-weiß-rote Trikolore als Staatssymbol wieder, sie blieb jedoch ein Symbol des Widerstands gegen die Restauration und vor allem das Symbol der italienischen Einigungsbewegung. Im Zuge der italienischen Unabhängigkeitskriege wurde die Trikolore 1848 vom Königreich Sardinien-Piemont wieder aufgegriffen, das sich an die Spitze der italienischen Einigungsbewegung gestellt hatte. Der Trikolore als Staatsflagge fügte man im mittleren, vertikalen weißen Streifen das Wappen des Königshauses Savoyen hinzu, das sich vor 1848 im linken oberen Eck der blauen Flagge Sardinien-Piemonts befunden hatte. Dieses Savoyenblau lebt heute in den Trikots italienischer Nationalmannschaften sowie in den blauen Schärpen italienischer Offiziere fort.
Nach dem Muster der Trikolore mit dem Savoyerkreuz entstanden während des italienischen Einigungsprozesses um 1848 und um 1860 in anderen italienischen Staaten gleichartige Trikoloren mit den jeweiligen Staats- oder Stadtwappen auf dem weißen Mittelstreifen. Im Jahr 1861 wurde dann die Trikolore mit dem Wappen der Savoyer Nationalflagge des aus Sardinien-Piemont hervorgegangenen Königreichs Italien. Am 19. Juni 1946, also kurz nach Ausrufung der Republik, wurde das Wappen aus der Flagge entfernt. Da man aber auf See eine Verwechslung mit der Flagge Mexikos befürchtete, dessen Handelsflagge damals kein Wappen auf dem weißen Streifen hatte, wurden am 9. November 1947 jeweils ein Wappen in die Seekriegsflagge und in die Handelsflagge zur See wieder eingefügt.

Flagge der Römischen Republik (1849)
Flagge des Königreichs Sardinien-Piemont (1848–1861) und des Königreichs Italien (1861–1946)
Dienstflagge des Königreichs Italien (1861–1946)
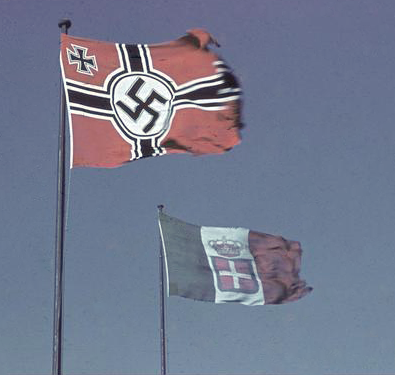
Farbaufnahme der Dienstflagge zusammen mit der Reichskriegsflagge NS-Deutschlands (1943)

### Zeit des Faschismus

Die schwarze Parteifahne der Faschisten wurde in verschiedenen Varianten von ca. 1934 bis 1943 genutzt.

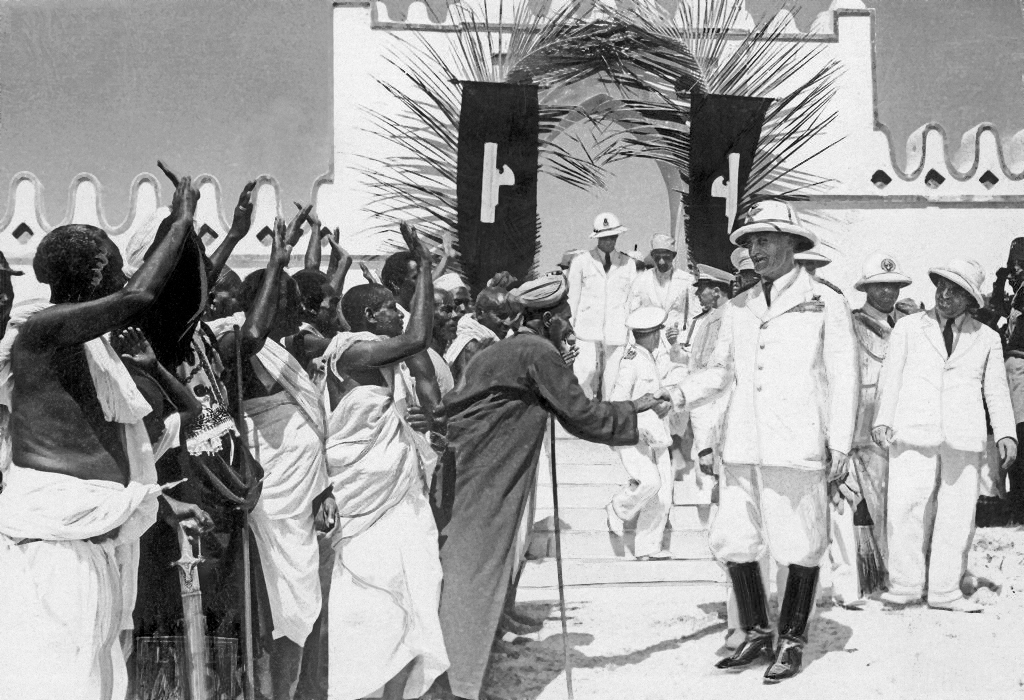
Variante der faschistischen Parteifahne in Italienisch-Ostafrika (1937)

Persönliche Flagge Mussolinis

Mussolini mit Hitler im Wagen, vorne am Stander seine Flagge

Nach der Ausrufung der faschistischen Diktatur unter Benito Mussolini setzte in Italien – wie auch in anderen Einparteienregimen wie NS-Deutschland oder der Sowjetunion – eine Angleichung der Staatssymbolik an die Symbolik der herrschenden Partei ein. Das Liktorenbündel (fascio littorio) als Parteisymbol der italienischen Faschisten wurde Ende 1926 zu einem Staatsemblem Italiens erklärt, und ab 1927 wurde es auch im italienischen Staatswappen ergänzt.
Im Falle der italienischen Nationalflagge musste das faschistische Regime jedoch die traditionelle Symbolik mit dem Kreuz-Wappen der Savoyer-Dynastie beibehalten. Anders als die NSDAP in Deutschland, die ihre Parteifahne schließlich auch zur alleinigen deutschen Nationalflagge machte, verhinderten die in Italien starken monarchistischen Kreise eine Ergänzung des Liktorenbündels in der italienischen Trikolore. Stattdessen hisste das faschistische Regime im Inland spätestens seit Oktober 1934 zusätzlich zur italienischen Nationalflagge gleichberechtigt eine „Schwarze Fahne des Faschismus“ (il drappo nero del fascismo). Es handelte sich dabei um eine schwarze Fahne mit einem goldenen Liktorenbündel darauf, die von den Faschisten in verschiedenen Modifikationen als Parteiflagge genutzt wurde.
Ebenfalls öffentlich genutzt wurden die schwarzen Wimpel der faschistischen Miliz und anderer faschistischer Organisationen. Symbolisch ausgeschlachtet wurden insbesondere bei Massenveranstaltungen auch die persönlichen Flaggen Mussolinis als „Duce“ sowie des Generalsekretärs der Faschistischen Partei. Die Darstellung des Liktorenbündels durchdrang damit den Alltag der italienischen Gesellschaft. Im Gegensatz zum nationalsozialistischen Deutschland waren Abbildungen des Liktorenbündels jedoch im faschistischen Italien nur äußerst selten in zeitgenössischen Illustrierten zu sehen. Als Grund dafür gilt die unterschiedliche graphische Wirksamkeit der beiden Symbole: Anders als das Hakenkreuz, das aufgrund seiner stark stilisierten und auf Farbkontraste setzende Form für Visualisierungen auf Fahnen und Standarten geeignet war, war das Liktorenbündel eher filigran und komplex in der Darstellung und besaß auf Schwarz-Weiß-Fotografien insgesamt eine deutlich geringere Lesbarkeit als das Symbol des deutschen Nationalsozialismus.

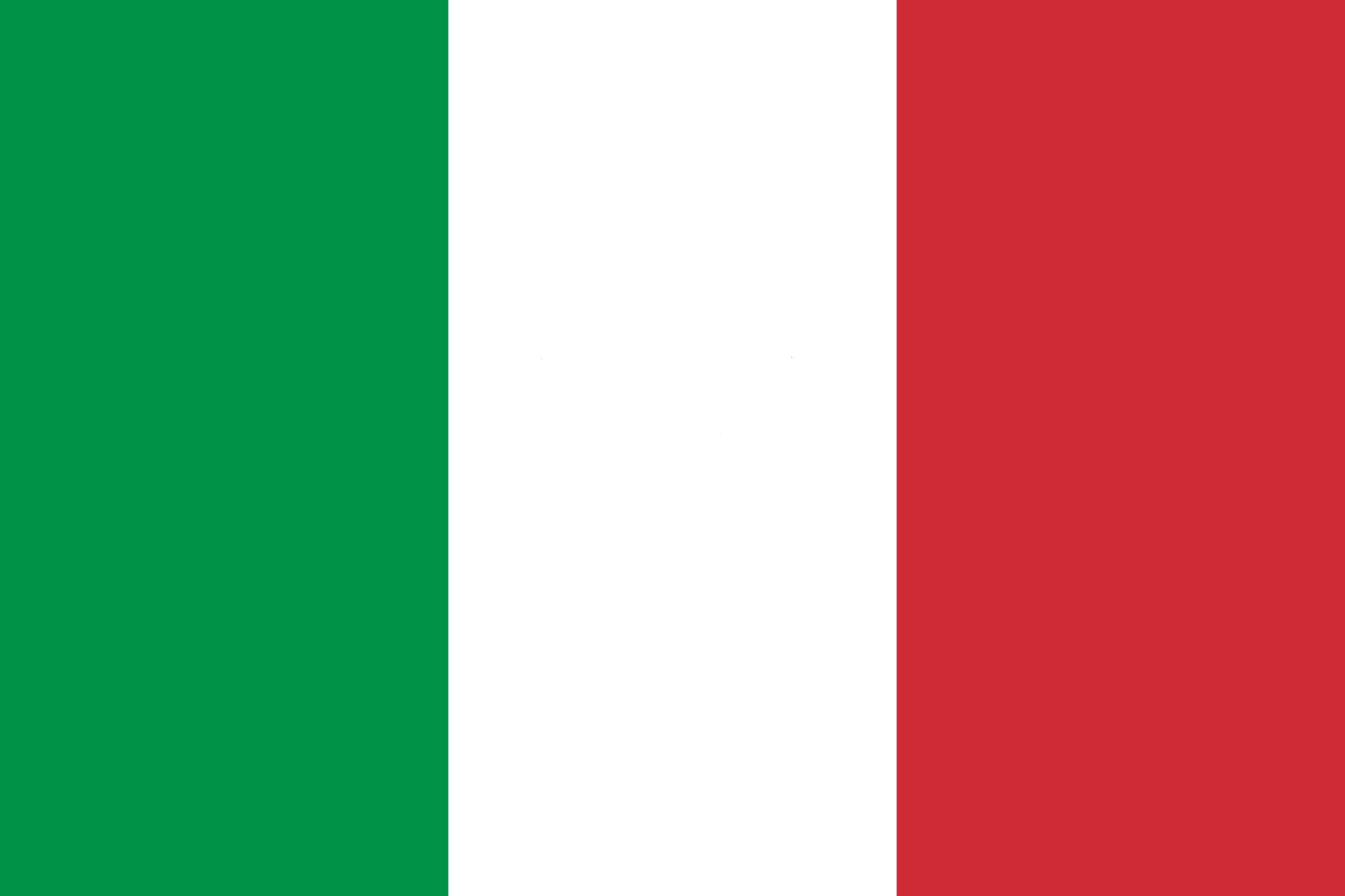
Staatsflagge der RSI (1944–1945)

Die von 1943 bis 1945 bestehende Italienische Sozialrepublik (kurz RSI, auch Republik von Salò) versuchte sofort, ihre Verbindung zur italienischen Monarchie zu kappen. Zwar behielt auch das republikanisch-faschistische Regime die Trikolore bei, jedoch wurde gleich nach der Regierungsbildung im Herbst 1943 das Savoyer Königswappen aus den von der RSI gehissten Flaggen herausgeschnitten und mit weißem Stoff geflickt. Die offizielle Regelung zu den Flaggen der Sozialrepublik folgte erst Anfang des nächsten Jahres: ein Dekret Mussolinis vom 28. Januar 1944, welches am 6. Mai 1944 im Amtsblatt veröffentlicht wurde, bestimmte die einfache grün-weiß-rote Trikolore zur Flagge der Sozialrepublik:

„Die Flagge der Italienischen Sozialrepublik besteht aus einem rechteckigen Tuch durchsetzt mit einem grünen, einem weißen und einem roten Pfahl, wobei der grüne Pfahl von einem republikanischen Rutenbündel überragt wird. Das Banner muss zwei Drittel seiner Breite betragen und die drei Farben müssen verteilt sein in der vorgenannten Reihenfolge und zu gleichen Teilen.“

Kriegsflagge der RSI (1944–1945)

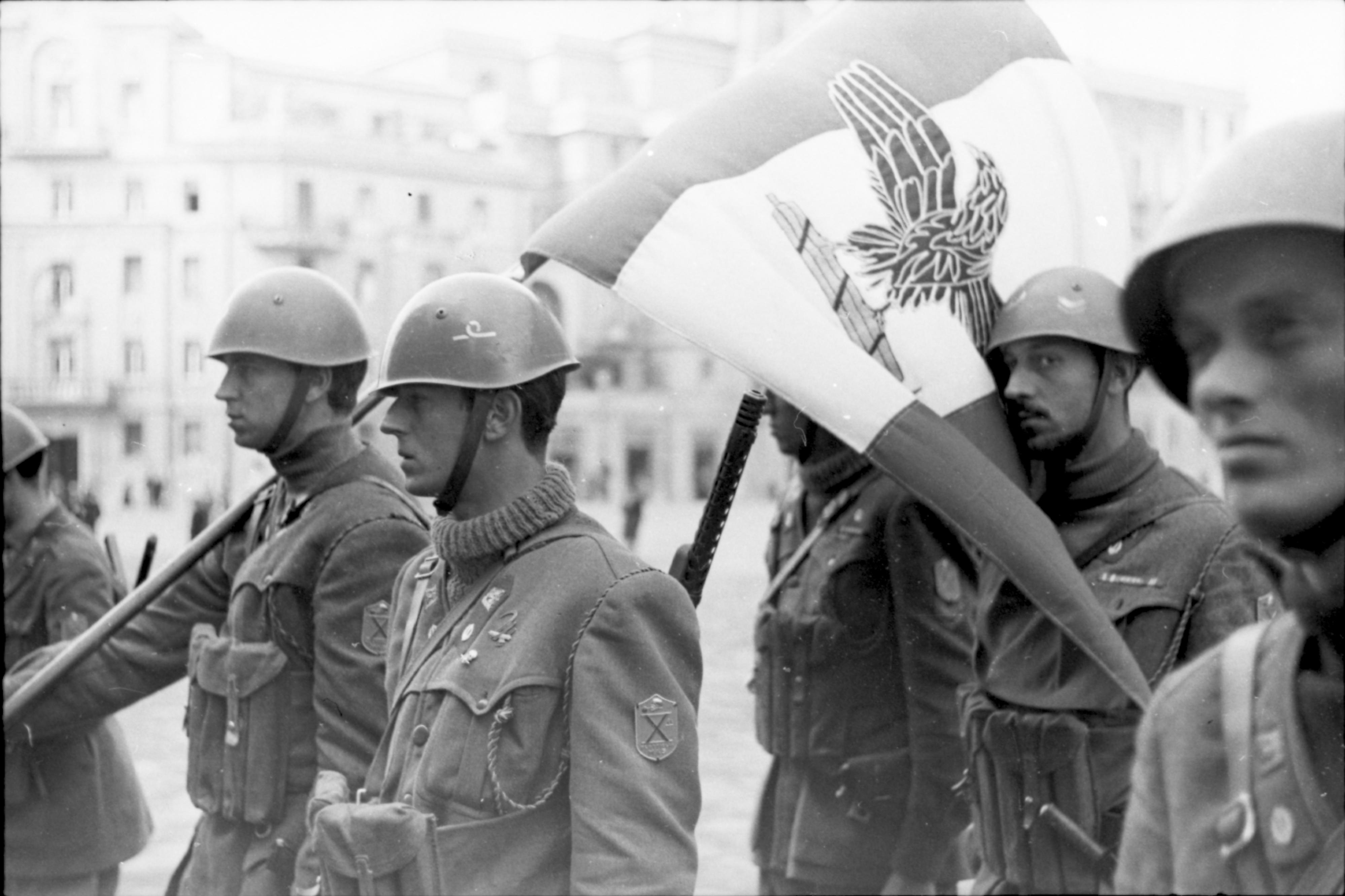
Von der offiziellen Form abweichende Variante der Kriegsflagge (1944)

Gleichzeitig führte das RSI-Regime zusätzlich eine eigene Kampfflagge (bandiera di combattimento) bzw. Kriegsflagge (bandiera di guerra) ein, bei der ein schwarzer Legionsadler mit einem horizontal ausgerichteten, republikanischen Rutenbündel mit Beil (fascio repubblicano) in seinen Klauen der Trikolore hinzugefügt wurde:

„Die Kampfflagge der Streitkräfte zeigt einen schwarzen Adler mit gespreizten Flügeln, der auf einem horizontal angeordneten republikanischen Rutenbündel mit Beil ruht, wie in der Tabelle im Anhang zu diesem Dekret. Das Banner muss einen Meter hoch und 1,50 Meter lang sein.“

In der Praxis hatten die auf der Kriegsflagge verwendeten Adler jedoch meist eine andere Form und Größe als jener im Gesetzesblatt. Als Ursache dafür gelten insbesondere der Mangel an Rohstoffen und präzisen Maßzeichnungen. Zeitgenössische Filmaufnahmen zeigen mehr oder weniger stilisierte „Adler“ in einer Größe, die die seitlichen Farben der Trikolore nicht berührt, sowie aufwändigere „Adler“ mit weißer Fadenstickerei, die das Gefieder, die Konturen etc. hervorhebt. Tatsächlich existierten selten auch nur zwei vollkommen identische Exemplare.
Die Kriegsflagge der RSI ist im heutigen Italien gesetzlich verboten. Da sie als Banner der berüchtigten Schwarzen Brigaden sowie anderer, auf deutscher Seite kämpfender italienischer Einheiten diente, steht sie symbolisch für die Kollaboration der RSI-Faschisten mit dem „Dritten Reich“, für ihre Beteiligung am Holocaust und die Kriegsverbrechen, die das RSI-Regime an der eigenen italienischen Zivilbevölkerung verübte. In der neofaschistischen Szene Italiens (z. B. Forza Nuova, Casa Pound) ist die Kriegsflagge der RSI jedoch weiterhin in Gebrauch – zusammen mit der Schwarzen Fahne des Faschismus. Die US-amerikanische Anti-Defamation League (ADL) beobachtet in den Vereinigten Staaten seit den 2000er Jahren eine zunehmende Übernahme von Symbolen des italienischen Faschismus durch US-amerikanische Rechtsextremisten (z. B. Proud Boys, Patriot Front). Die ADL vermutet dahinter eine gezielte Strategie von Gruppierungen der White Supremacy, da das faschistische Liktorenbündel einerseits ein weniger negativ konnotiertes Symbol ist als das nationalsozialistische Hakenkreuz, andererseits könnten sich Rechtsextremisten auch darauf berufen, dass das Liktorenbündel von staatlichen Institutionen der USA verwendet werde.

### Museen
In Reggio Emilia befindet sich im Rathaus neben dem Saal des Stadtrates (Sala del Tricolore) das Museo del Tricolore. Truppenfahnen aufgelöster Militärverbände und Seekriegsflaggen außer Dienst gestellter Kriegsschiffe sind im Vittoriano in Rom ausgestellt (Sacrario delle Bandiere).

## Beflaggungsregeln
Rechtsgrundlagen sind das Gesetz Nr. 22 vom 5. Februar 1998 sowie als Durchführungsbestimmung das Dekret des Präsidenten der Republik Nr. 121 vom 7. April 2000. Die Flagge Italiens und die Europaflagge werden vor, auf oder an den Dienstgebäuden der Verfassungsorgane, der Ministerien sonstigen Behörden, der subnationalen Volksvertretungen, der Organe der Rechtsprechung, der staatlichen Schulen und Hochschulen, der diplomatischen und konsularischen Vertretungen im Ausland gehisst, sowie vor Wahllokalen während der Wahlen.
Besondere Beflaggungstage sind:
- 7. Januar: Festa del Tricolore
- 11. Februar: Lateranverträge

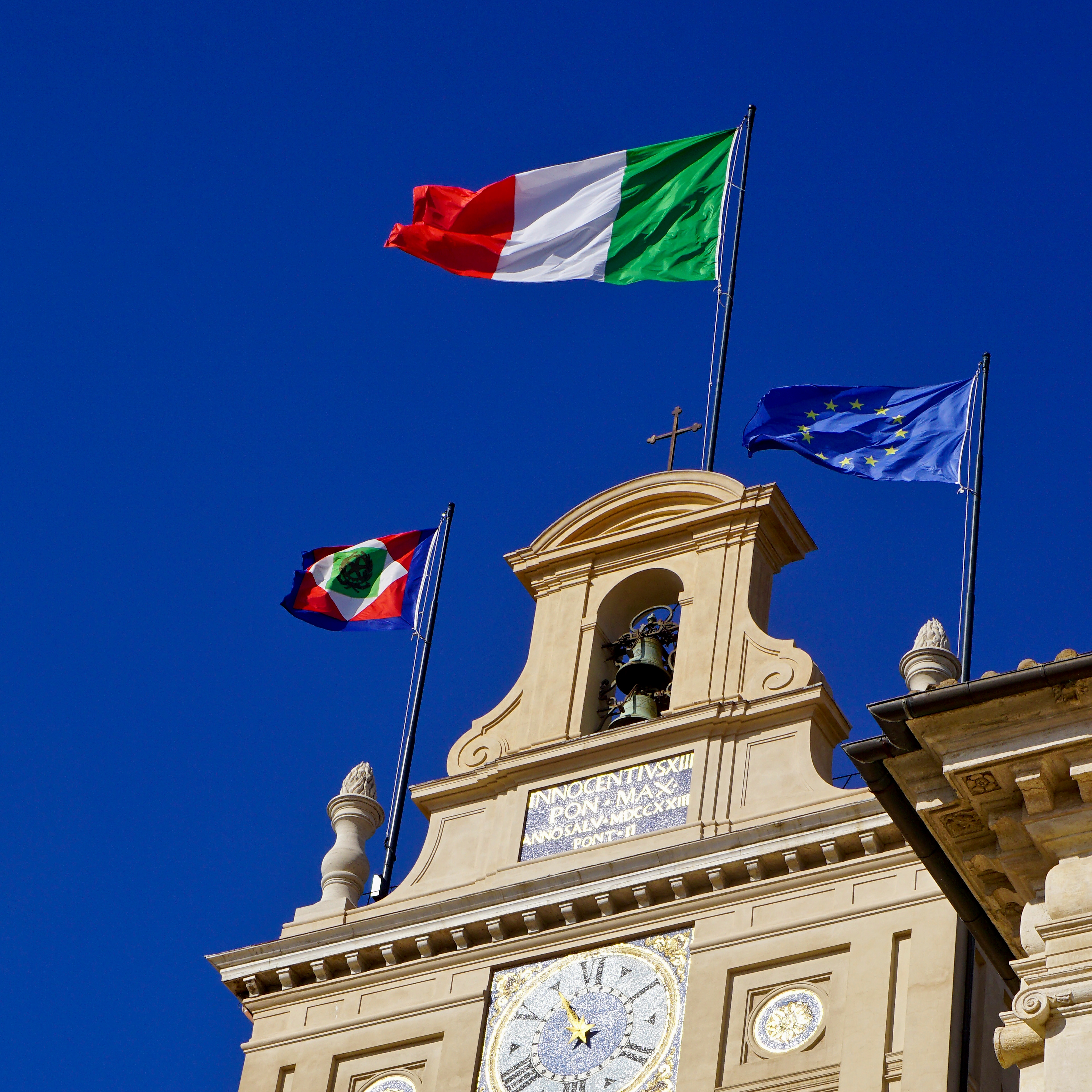
Flagge Italiens und Europaflagge, Quirinalspalast in Rom

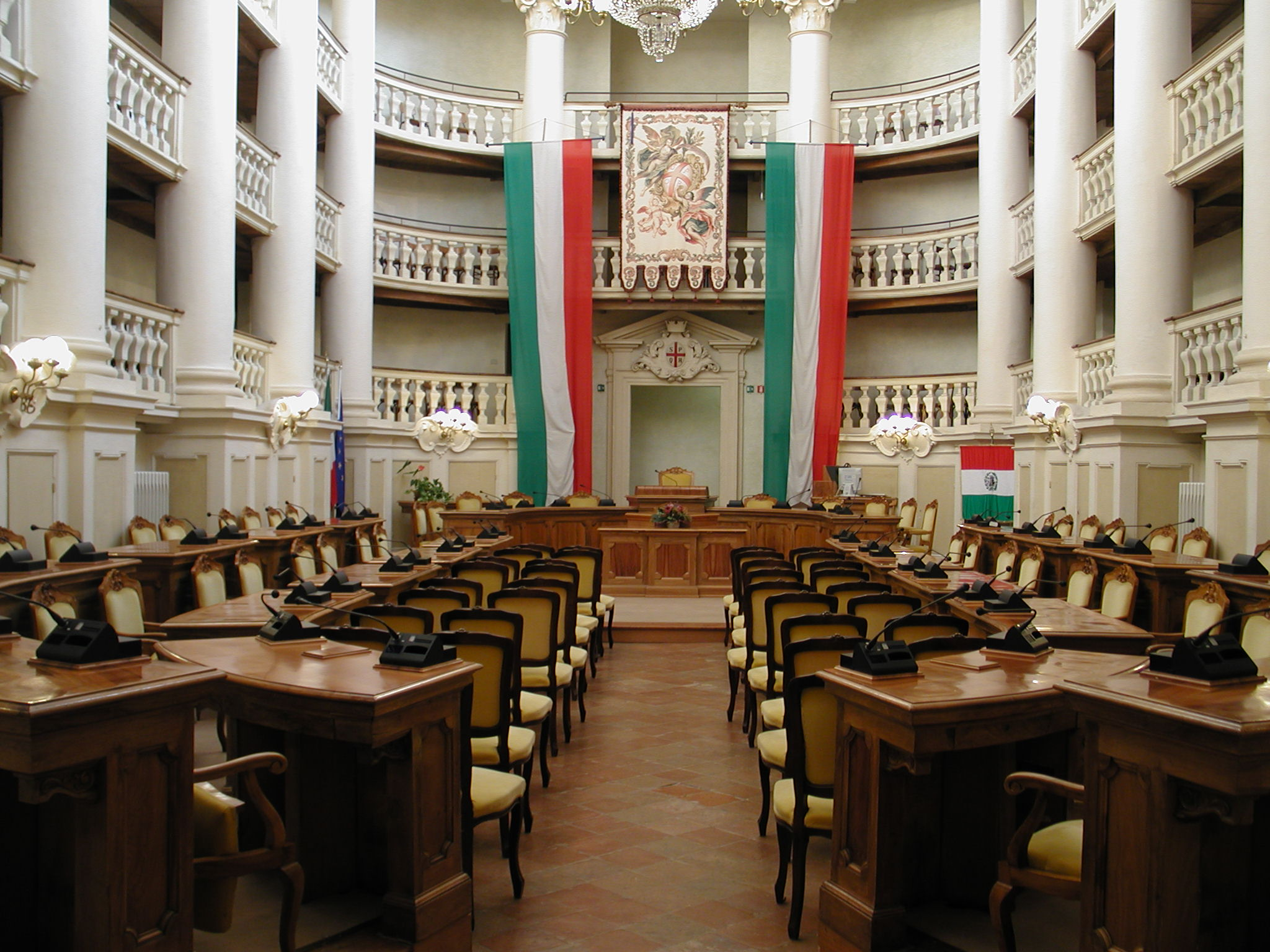
Sala del Tricolore, Stadtratssaal in Reggio Emilia

- 25. April: Tag der Befreiung Italiens
- 1. Mai: Tag der Arbeit
- 9. Mai: Europatag
- 2. Juni: Festa della Repubblica, Nationalfeiertag
- 28. September: Vier Tage von Neapel
- 4. Oktober: Franziskustag, Franz von Assisi, Schutzpatron Italiens
- 24. Oktober: Tag der Vereinten Nationen
- 4. November: Tag der nationalen Einheit und der Streitkräfte, Ende des Ersten Weltkriegs in Italien

Aus besonderem Anlass können Beflaggungen vom Ministerpräsidenten oder, auf lokaler Ebene, vom jeweiligen Präfekt angeordnet werden. Die Flagge Italiens wird (an den genannten Orten oder anderswo in Italien) zuerst gehisst und zuletzt eingeholt, bei zwei Flaggen am (vom Gebäude aus gesehen) rechten Mast, bei drei Flaggen in der Mitte, es sei denn die Flagge des Gastes ist die eines EU-Staates: dann ist die Europaflagge in der Mitte und die Italiens links. Werden bei drei Masten zwei Flaggen gehisst, bleibt der mittlere ohne (nicht bei Standarten). Auf den Ebenen der regionalen und lokalen Gebietskörperschaften ist die Folge von rechts nach links: Europaflagge, Flagge Italiens, (Flagge des Gastes), Flagge(n) der Gebietskörperschaft(en). Die Flagge Italiens und die Europaflagge (sowie gegebenenfalls die genannten anderen Flaggen) werden normalerweise bei Sonnenaufgang gehisst und bei Sonnenuntergang eingeholt, ansonsten erfolgt dies jeweils zu Beginn und am Ende der täglichen Dienstzeit. Nachts können sie nur gehisst bleiben wenn sie beleuchtet werden. Im Bereich des Militärs, der Sicherheitsbehörden und der anderen Gebietskörperschaften Italiens gibt es ergänzende Beflaggungsregelungen, in anderen Fällen gilt das internationale Flaggenrecht sowie die international übliche Flaggenetikette. Auch in Italien ist die Verunglimpfung von Nationalflaggen ein Straftatbestand.